# Jørgen Nash
Jørgen Nash, född 16 mars 1920 i Vejrum, död 17 maj 2004, var en dansk målare, grafiker och poet. 

## Biografi
Nash var en av medlemmarna i den andra Situationistiska Internationalen. Experimentlusta och samhälleligt protestengagemang utmärkte hans konst i alla dess uttrycksformer: måleri, lyrik, essäer, film, happenings m. m. Ofta presenterades den tillsammans med clownartade, ibland förargelseväckande upptåg som gjorde hans person mer uppmärksammad än hans verk.
De sista 40 åren av sitt liv levde han i konstnärskollektivet Drakabygget utanför Örkelljunga. Jørgen Nash var bror till den internationellt kände danske målaren Asger Jorn och far till Cecilia Zwick Nash, Pernille Nash, Ambrosius Nash, Carsten Nash, Aya Nash och Manja Förby. Han har varit gift med Lis Zwick. Nash är representerad vid bland annat Moderna museet, Kalmar konstmuseum och Örebro läns landsting.

## Priser & utmärkelser
- Emma Bærentzens Legat 1949